# ワン・ステップ・クローサー (ドゥービー・ブラザーズのアルバム)
『ワン・ステップ・クローサー』（One Step Closer）は、アメリカ合衆国のロック・バンド、ドゥービー・ブラザーズが1980年に発表した9作目のスタジオ・アルバム。再結成前としては最後のスタジオ・アルバムに当たる。

## 背景
ジョン・ハートマンとジェフ・バクスターの脱退に伴い、ジョン・マクフィー（元クローバー）、コーネリアス・バンパス（元モビー・グレープ）、それにセッション・ドラマーのチェット・マクラッケンを新メンバーとして迎えて制作された。
本作を最後にタイラン・ポーターが一度バンドを脱退し（後の再結成で復帰）、本作リリース後のツアーではウィリー・ウィークスがベースを担当した。

## 反響
母国アメリカではBillboard 200で3位、『ビルボード』のR&Bアルバム・チャートでは31位を記録し、1980年11月にはRIAAによってプラチナ・ディスクに認定された。
本作からの第1弾シングル「リアル・ラヴ」はBillboard Hot 100で5位、『ビルボード』のR&Bシングル・チャートで40位に達した。その後、「ワン・ステップ・クローサー」（全米24位）と「キープ・ディス・トレイン・ローリン」（全米62位）もシングル・カットされている。

## 収録曲
1. このハートをあなたに - "Dedicate This Heart" (Michael McDonald, Paul Anka) - 4:11
2. リアル・ラヴ - "Real Love" (M. McDonald, Patrick Henderson) - 4:23
3. ノー・ストッピン・アス・ナウ - "No Stoppin' Us Now" (Patrick Simmons, M. McDonald, Chris Thompson) - 4:43
4. サンキュー・ラヴ - "Thank You Love" (Cornelius Bumpus) - 6:23
5. ワン・ステップ・クローサー - "One Step Closer" (Keith Knudsen, John McFee, Carlene Carter) - 4:13
6. キープ・ディス・トレイン・ローリン - "Keep This Train A-Rollin" (M. McDonald) - 3:32
7. ジャスト・イン・タイム - "Just in Time" (P. Simmons) - 2:45
8. サウス・ベイ・ストラット - "South Bay Strut" (Chet McCracken, J. McFee) - 4:04
9. ワン・バイ・ワン - "One by One" (Bobby LaKind, M. McDonald) - 3:50

## 参加ミュージシャン
- パトリック・シモンズ - ボーカル、ギター
- マイケル・マクドナルド - ボーカル、シンセサイザー、キーボード
- ジョン・マクフィー - ギター、ボーカル
- コーネリアス・バンパス - サクソフォーン、オルガン、ボーカル
- タイラン・ポーター - ベース
- キース・ヌードセン - ドラムス、ボーカル
- チェット・マクラッケン - ドラムス、ヴィブラフォン、マリンバ

アディショナル・ミュージシャン
- ボビー・ラカインド - コンガ、ボンゴ、バッキング・ボーカル
- ニコレット・ラーソン - バッキング・ボーカル(#1, #2, #7)
- クリストファー・トンプソン - バッキング・ボーカル(#3)
- パトリック・ヘンダーソン -　キーボード(#2, #6, #9)
- リー・ソーンバーグ - フリューゲルホルン(#1)、トランペット(#6, #8)
- ジェローム・ジュモンヴィル - ホーン・アレンジ、テナー・サクソフォーン(#6)
- ジョエル・ペスキン - バリトン・サクソフォーン(#6)
- ビル・アームストロング - トランペット(#6)
- ジミー・ハスケル - ストリングス・アレンジ(#2, #8)
- テッド・テンプルマン - タンブリン、カウベル、マラカス